# Provincia de Daniel Alcides Carrión
La provincia de Daniel Alcides Carrión es una de las tres que conforman el departamento de Pasco en el centro del Perú. Limita por el norte con el departamento de Huánuco, por el este y por el sur con la provincia de Pasco, y por el oeste con la provincia de Oyón (departamento de Lima).
Fue nombrada así en honor al mártir de la medicina peruana, Daniel Alcides Carrión.

## Historia
La provincia de Daniel Alcides Carrión fue creada al mismo tiempo de la creación del Departamento de Pasco mediante Ley n.º 10030 (Misma que dictó la fundación de las demás provincias del Departamento), del 27 de noviembre de 1944, conformada por 5 distritos: Yanahuanca, Chacayán, Goyllarisquizga, Vilcabamba y Tápuc, en el gobierno del presidente Manuel Prado Ugarteche. Posteriormente, fueron creados los distritos de Santa Ana de Tusi, Páucar y San Pedro de Pillao.

## Geografía
La provincia tiene una extensión de 1 887,23 km².

## Clima
Semiseco

## División administrativa
La provincia se divide en ocho distritos:
| Distritos de la provincia | Distritos de la provincia | Distritos de la provincia |
| Distrito                  | Ley                       | Fecha                     |
| ------------------------- | ------------------------- | ------------------------- |
| Yanahuanca                |                           | Época indep.              |
| Chacayán                  |                           | Época indep.              |
| Goyllarisquizga           | 10030                     | 27 de noviembre de 1944   |
| Páucar                    | 11905                     | 4 de diciembre de 1952    |
| San Pedro de Pillao       | 13276                     | 15 de diciembre de 1959   |
| Santa Ana de Tusi         | 12548                     | 12 de enero de 1956       |
| Tápuc                     | s/n                       | 2 de enero de 1857        |
| Vilcabamba                | 339                       | 6 de septiembre de 1920   |

## Capital
La capital de esta provincia es la ciudad de Yanahuanca.

## Demografía

### Población
Tiene una población aproximada de 18 000 habitantes repartidos en los diferentes distritos de la provincia.

### Religión
El representante de la Iglesia católica en esta provincia es el obispo de la diócesis de Tarma Luis Alberto Barrera Pacheco. Desde el punto de vista jerárquico de la Iglesia católica, forma parte de la diócesis de Tarma, sufragánea de la arquidiócesis de Huancayo.

## Autoridades

### Regionales
- Consejero regional
  - 2019-2022:[4] Manzueto Carbajal Requis (Partido Democrático Somos Perú)

### Municipales
- 2023-2026[4]
  - Alcalde: Ramon Hereña Roque, del Partido Democrático Pasco verde.
  - Regidores:

  1. Raúl Lucas Hermitaño (Partido Democrático Somos Perú)
  2. Guzmán Ludger Meza Chaca (Partido Democrático Somos Perú)
  3. Julián Víctor Torres Guerra (Partido Democrático Somos Perú)
  4. Elizabeth Marle Bonilla Ilanzo (Partido Democrático Somos Perú)
  5. Alan Hermógenes Ferruzo Fernández (Partido Democrático Somos Perú)
  6. Alcedo Eufracio Vallejos (Partido Democrático Somos Perú)
  7. Jaime Santiago Rivera (Alianza para el Progreso)
  8. Flavio Réquez Fernández (Podemos por el Progreso del Perú)
  9. Pedro Borja Ponce (Pasco Verde)

### Policiales
- Comisario: Mayor PNP.

## Educación

### Instituciones educativas
- Colegio Túpac Amaru, Tápuc
- Colegio Manuel Gonzales Prada, Chinche
- Colegio 8 de diciembre, 8 de diciembre
- Colegio Señor de los Milagros, Yanahuanca
- Colegio Jorge Chávez Dartnell de Villo Tambochaca, Yanahuanca
- Colegio Ernesto Diez Canseco, Yanahuanca
- Colegio Centenario, Vilcabamba
- Colegio San Juan, Ayayog
- Colegio General Córdova, Santa Ana de Tusi
- Colegio Villa Corazón de Jesús, Villa Corazón de Jesús/Chichuraquina
- Colegio San Juan, Yanacocha
- Colegio 61, Yanahuanca
- Colegio Daniel Alcides Carrión, Chipipata
- Colegio Juan Velasco Alvarado, Misca
- Colegio Félix Elías Raymundo Huanca n.º 86, Chacayán

Colegio Javier Heraud Pérez, Huaylasjirca
- Colegio Garcilaso de la Vega, San Miguel de Cuchis